# Alexander der Große und die Öffnung der Welt
Unter dem Titel Alexander der Große und die Öffnung der Welt. Asiens Kulturen im Wandel widmeten die Reiss-Engelhorn-Museen in Mannheim vom 3. Oktober 2009 bis 21. Februar 2010 dem makedonischen König und Feldherrn Alexander der Große eine kulturgeschichtliche Ausstellung. Sie stand unter der Schirmherrschaft des ehemaligen Bundesministers des Auswärtigen Frank-Walter Steinmeier und wurde von über 176.000 Menschen besucht.

## Themenschwerpunkte
Die Ausstellung folgte dem Alexanderzug bis nach Zentralasien und stellte anhand hochrangiger originaler Exponate, unter anderem aus dem Nationalmuseum der Antike Tadschikistans und dem Nationalmuseum Afghanistans in Kabul, die dadurch ausgelösten kulturellen, wirtschaftlichen und gesellschaftlichen Umbrüche vor. Bei Ausgrabungen im heutigen Usbekistan trat in der Festung Kurgansol eine tönerne Badewanne zutage, die die Anwesenheit der griechischen Kulturträger in dieser Region im Rahmen des Alexanderzuges belegt. Für sie sind zahlreiche Vergleichsfunde im fernen Mittelmeerraum bekannt. Gemeinsam mit einem Modell der Festung zählte eine speziell für die Ausstellung angefertigte originalgetreue Kopie der Badewanne zu den besonders eindrucksvollen Inszenierungen der Ausstellung. Aus dem hessischen Schloss Erbach (Odenwald) wurde das Marmorbildnis Alexanders des Großen für die Ausstellung entliehen, das als bedeutendste und am besten erhaltene Version des frühesten offiziellen Bildnistyps Alexanders des Großen gilt. Diese aus dem 2. Jahrhundert n. Chr. stammende Büste wurde von der hessischen Staatsministerin Eva Kühne-Hörmann persönlich übergeben.

## Organisation
Für die wissenschaftliche Vorbereitung der Ausstellung waren die Wissenschaftler der Curt-Engelhorn-Stiftung für die Reiss-Engelhorn-Museen sowie der Eurasien-Abteilung des Deutschen Archäologischen Instituts des Deutschen Archäologischen Instituts in Berlin zuständig. Die Ausstellung stand unter der wissenschaftlichen Gesamtleitung von Svend Hansen, Alfried Wieczorek sowie Michael Tellenbach und wurde gefördert durch die Landesbank Baden-Württemberg. Die Projektleitung hatten Nicola Crüsemann und Gunvor Lindström inne, die Öffentlichkeitsarbeit leitete Alexander Schubert. Als Pressereferentinnen waren Cornelia Rebholz und Magdalena Pfeifenroth tätig.

## Rahmenprogramm
Die Ausstellung wurde von einem umfangreichen Rahmenprogramm begleitet. Hierzu zählten eine Ausstellung im Modehaus Engelhorn mit dem Titel Am Fuße der Akropolis – Das Licht Hellas, in der Reisefotografien des 19. Jahrhunderts gezeigt wurden sowie eine Schatzkammer-Ausstellung im Museum Zeughaus unter dem Titel Das Gold der Steppe. Fürstenschätze jenseits des Alexanderreichs.